# 채널A 12시 뉴스
채널A 12시 뉴스는 대한민국에서 월~금 오후 12시~오후 12시 20분, 토~일 오후 12시~오후 12시 10분에 텔레비전으로 방송되었던 채널A의 주중,주말 낮 시간대 뉴스 프로그램이다.

## 채널A의 다른 뉴스 프로그램
- 굿모닝! 채널A
- 신문으로 보는 세상
- 이언경의 세상만사
- 스포츠 베토벤
- 뉴스A